# Henri Gaussen
Pour les articles homonymes, voir Gaussen.
Marcel-Henri Gaussen, né à Cabrières-d'Aigues (Vaucluse) le 14 juillet 1891 et mort à Toulouse le 27 juillet 1981, est un botaniste et biogéographe français.

## Biographie

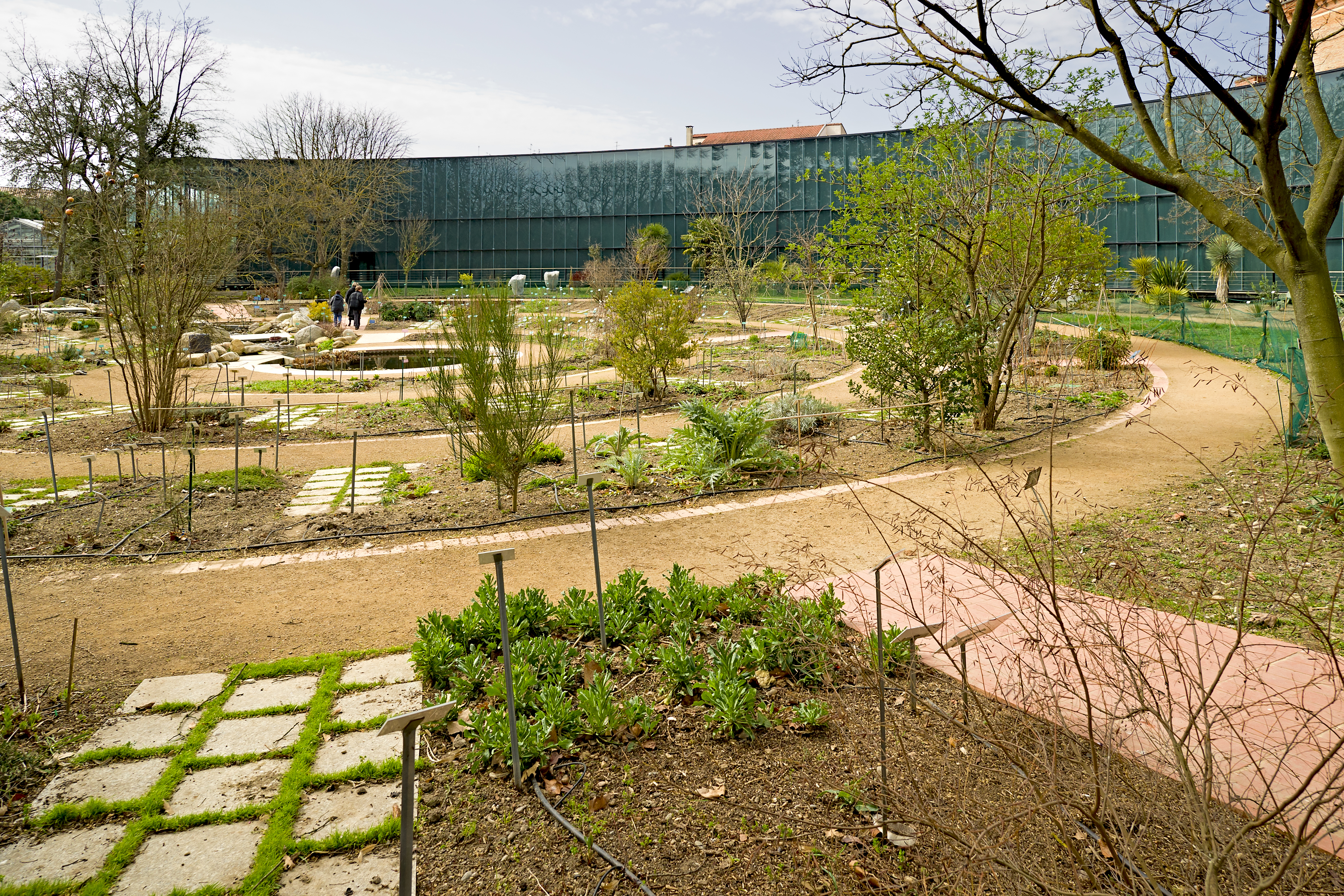
Muséum de Toulouse - Jardin botanique Henri Gaussen - La spirale ethnobotanique.

En 1926, Gaussen soutint sa thèse qui porte sur « la végétation de la moitié orientale des Pyrénées », et posa les bases de ses futurs travaux, à la frontière entre biogéographie et cartographie de la végétation. Gaussen est à l'origine de la notion d'étages et de successions de la végétation, fondatrice de la phytogéographie. Dans l'histoire de la cartographie de la végétation française, il fait figure de précurseur : se basant sur la Carte botanique et forestière de la France à 1/200 000 dressée par Charles Flahault en 1897, il publia en 1936, après 10 ans de travail, la Carte du tapis végétal de la France au 1/1 000 000 (quatre feuilles NE, NO, SE), achevée après sa mort par le Service de la carte phytogéographique de Toulouse qu'il a créé et dirigé au sein du CNRS. Il est l'auteur de nombreux projets analogues dans d'autres pays. Ses travaux de phytogéographie aboutirent à un grand nombre d'avancées et d'outils tels que l'indice de Gaussen, l'indice xérothermique et le diagramme ombrothermique. En reconnaissance de son œuvre scientifique dans la cartographie du tapis végétal et de l'écologie, il reçut en 1971 le grand prix de la Société de géographie pour ses travaux et publications géographiques.
On lui doit aussi le laboratoire sylvo-pastoral de Jouéou à Bagnères-de-Luchon (futur laboratoire forestier), créé en 1922, et le dynamisme et la renommée des enseignements et de la recherche en botanique à l'université de Toulouse. Grand voyageur, il fut aussi le créateur d'une section scientifique à l'Institut français de Pondichéry. Henri Gaussen a été toute sa vie professeur à Toulouse, où il fut élu mainteneur de l'Académie des Jeux floraux en 1958.
Ayant accumulé un nombre impressionnant de photographies personnelles, il fit don de sa collection aux archives départementales de la Haute-Garonne, où elles peuvent aujourd'hui être consultées.

## Principales œuvres
Henri Gaussen est l'auteur de plusieurs ouvrages :
- Géographie des Plantes, Librairie Armand Colin, 1933, 222 p., avec 8 cartes et figures ; 2e édition entièrement refondue, 1954.
- Géographie Botanique et Agricole des Pyrénées Orientales, Paris, Paul Lechevalier, 1934, 392 p., 10 pl., 2 cartes coul.
- Les Gymnospermes actuelles et fossiles, faculté des sciences de Toulouse, coll. « Travaux du laboratoire forestier de Toulouse 2 », 1946-1979.
- Montagnes : La Vie aux hautes altitudes, Horizons de France, 1955 (avec Paul Barruel).

Il a aussi signé quelques articles, parmi lesquels :
- « Les Cultures en terrasses dans le bassin méditerranéen occidental », Annales de géographie, vol. 36, no 201,‎ 1927, p. 276-278 (lire en ligne).
- « Le Dynamisme des biocénoses végétales », L'Année biologique, vol. 27, no 2,‎ 1951.
- « Habitations humaines dans les Pyrénées et les Alpes », La Montagne, Club alpin français,‎ décembre 1966.

Il était également l'éditeur des Travaux du Laboratoire forestier de Toulouse.

## Honneurs
- Le prix Henri-Gaussen, décerné par l'Académie des sciences, inscriptions et belles-lettres de Toulouse, récompense chaque année un ouvrage scientifique sur la chaîne des Pyrénées.
- Son nom a été donné au jardin botanique de l'université Toulouse-III-Paul-Sabatier[5], ainsi qu'à un boulevard dans le quartier de Lalande.